# Caras Galadhon
Caras Galadhon est un lieu fictif appartenant au légendaire de l'écrivain britannique J. R. R. Tolkien, et apparaissant notamment dans La Fraternité de l'anneau, premier tome du roman Le Seigneur des anneaux. Il s'agit de la capitale fortifiée des Galadhrim, située au cœur du Naith de Lothlórien, les terres de Galadriel et de Celeborn. Lors de son passage en Lothlórien, après la traversée de la Moria et la chute de Gandalf, la fraternité de l'Anneau y séjourne le temps de se reposer et de faire son deuil.

## Nom
Le nom Caras Galadhon (ˈkaras ˈɡalaðon) signifie « forteresse des arbres » en sindarin, de caras « forteresse entourée d’un fossé » et galadh « arbre ». La terminaison -on doit indiquer un pluriel. 

## Histoire interne

### Troisième Âge
La formation de Caras Galadhon n'est pas décrite mais les dires de Celeborn lors de sa rencontre avec Gimli tendent à montrer que la cité a été construite avant que les Nains n'aient été chassés de la Moria par le Fléau de Durin, en l'an 1981 du Troisième Âge : « Il y a bien longtemps en vérité qu'aucun des gens de Durin a été vu à Caras Galadhon,. »
Cette même année, Amroth, l'ancien seigneur de Lórien, descend au sud de la Terre du Milieu avec sa bien-aimée Nimrodel, mais il se noie dans la baie de Belfalas après qu'elle s'est perdue dans les Montagnes Blanches (Ered Nimrais). Le contrôle de la Lothlórien passe alors aux mains de Galadriel et Celeborn.
Durant la guerre de l'Anneau, la Fraternité de l'Anneau traverse la Lothlórien en passant par Caras Galadhon, où elle rencontre Celeborn et Galadriel. La Fraternité passe un mois dans la cité, du 17 janvier 3019 T. Â. au 16 février.
Pendant le siège de Minas Tirith, la Lórien est elle-même assiégée par trois fois par les armées de Sauron venues de la forteresse de Dol Guldur. La première attaque a lieu le 11 mars 3019, trois jours avant que Frodo traverse l'antre d'Arachne. Quatre jours plus tard, en même temps qu'a lieu la bataille des Champs du Pelennor, les forces de Sauron attaquent à nouveau, puis une troisième fois le 22 mars, trois jours avant la destruction de l'Anneau unique.
Ces trois attaques détruisent une partie de la forêt, principalement les abords au Nord et à l'Est, les plus exposées au attaques de Dol Guldur, mais la frontière occidentale est également attaquée par des orques venus de la Moria.
Après la chute de Sauron, Galadriel et Celeborn marchent vers Dol Guldur, et débarrassent la forteresse de l'influence néfaste de Sauron. Au début du Quatrième Âge, la place forte est renommée Amon Lanc et entre dans le royaume de la Lorien.

### Quatrième Âge
À la fin de la guerre de l'Anneau et après la reconquête de Dol Guldur, la ville devient la capitale d'un plus grand royaume, s'étendant des deux côtés du fleuve Anduin jusqu'à la Forêt des Vertes Feuilles à l'Est. Ce nouveau royaume, dirigé par Celeborn après que Galadriel est partie pour Aman à la fin du Troisième Âge, est appelé Lórien Orientale par les Galadhrim qui y vivent.
Cependant, la ville se dépeuple peu à peu à partir du départ de Galadriel et de la retraite de Celeborn à Fendeval. Alors qu'elle était considérée comme une « grande ville » à l'époque de la guerre de l'Anneau, le pays de Lothlórien est reporté comme étant « silencieux » à la mort d'Aragorn II Elessar en l'an 120 du Quatrième Âge et Caras Galadhon est abandonnée, les Elfes l'ayant quitté pour la Forêt des Vertes Feuilles.

## Description

### Géographie
La ville est construite à l'intérieur de la forêt de Lothlórien, non loin du confluent du Celebrant et de l'Anduin, à proximité de la frontière orientale du royaume. Bien que sa position au bout de cette région de l'Egladil favorise son ouverture au reste de la Terre du Milieu, cela la rend également plus vulnérable aux attaques de Dol Guldur (une forteresse détenue par Sauron située plus à l'est) et qui se produisent durant la guerre de l'Anneau. La cité a peut-être été construite pour se protéger de telles attaques, mais Tolkien n'a jamais fait mention de la chose.

### Architecture
Tous les espaces ont été utilisés pour créer l'habitat des Elfes : la cité est construite à l'intérieur et autour des arbres, d'où certains de ses surnoms. Pour permettre la circulation à l'intérieur de la ville, plusieurs escaliers ont été bâtis autour d'un arbre principal, qui est éclairé par des flammes vertes toute la nuit. Plusieurs plateformes sont construites autour des escaliers, servant de logement et permettant de défendre la cité contre les intrus.
La ville n'a pas de porte d'entrée, et s'ouvre vers le nord. Son entrée se fait par le sud, où la Fraternité a été menée par une route blanche qui entoure la ville à l'extérieur des fossés. À l'extérieur de la ville se trouvent la fontaine de Caras Galadhon, le palais de Galadriel et de Celeborn, et le Miroir de Galadriel dans lequel Frodo et Sam ont des visions durant le mois qu'ils passent dans la ville.

## Création et évolution
Dans les premières versions des chapitres « La Lothlórien » et « Le Miroir de Galadriel », la cité se nomme Nelen puis Nelennas, « Angle », mais ces deux noms sont très vite remplacés par Caras Galadhon.
Dans la première édition du Seigneur des anneaux, Tolkien avait orthographié le nom Caras Galadon. En effet, Tolkien, craignant que la prononciation du « dh » n'interpelle ses lecteurs, le modifia en « d » avant la sortie. Après la publication, il revint sur son choix, et établit dans la Quenta Silmarillion que la forme nandorine du mot « arbre » était galad. L'éditeur Allen & Unwin modifia néanmoins l'orthographe en Caras Galadhon dans la seconde édition de 1967. Pour pallier le problème, Tolkien établit dans les appendices que le terme était d'origine nandorine, mais adapté au sindarin.

## Analyses, influences et réception
Patrick Curry a qualifié Caras Galadhon de forêt « la plus mémorable » parmi les forêts de la Terre du Milieu possédant leur propre personnalité, devant Fangorn ou Grand'Peur.
Dans son article sur l'influence du Seigneur des Anneaux sur la trilogie cinématographique Star Wars, Cyril Rolland suggère que George Lucas ait pu s'inspirer de Caras Galadhon pour créer le village perché des Ewoks que l'on découvre dans Star Wars, épisode VI : Le Retour du Jedi.